# Matias de Carvalho y Vasconcelos
Matias Carvalho y Vasconcelos (Ourentã, 22 ottobre 1832 – Firenze, 3 dicembre 1910) è stato uno scrittore portoghese.

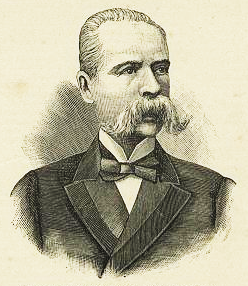
Matias Carvalho y Vasconcelos

Ministro delle Finanze e romanziere.
Massone, raggiunse il 33º grado del Rito scozzese antico ed accettato.